# Hölltalspitze
Hölltalspitze är en bergstopp i Österrike.   Den ligger i distriktet Innsbruck-Land och förbundslandet Tyrolen, i den västra delen av landet. Toppen på Hölltalspitze är 3 379 meter över havet.
Den högsta punkten i närheten är Schrankogel, 3 497 meter över havet, 1,8 km nordväst om Hölltalspitze.
Trakten runt Hölltalspitze består i huvudsak av kala bergstoppar och isformationer.